# Svengoolie
Svengoolie  är en långvarig, lokalt inspelad TV-serie från Chicago.
Serien innehåller många (och, oftast, billiga) skräck- och Science Fiction-filmer presenterade av Svengoolie (numera spelad av Rich Koz), en skräckfilmspresentatör med corpse-paint, peruk, och cylinderhatt.  Under mellanakterna brukar komedisketcher och parodilåtar angående filmen spelas.
Karaktären Svengoolie gjorde sin debut på det lokala tv-programmet Screaming Yellow Theater, som sändes av WFLD (kanal 32) från 18 september 1970 tills sen sommar 1973.  I denna serie spelades Svengoolie av Jerry G. Bishop. En av seriens författare var Rich Koz.
16 juni 1978 gjorde en ny serie, Son of Svengoolie, sin debut på WFLD.  I den spelade Rich Koz rollen Son of Svengoolie.  Serien sändes ut även i Philadelphia, Boston, San Francisco, och Detroit i kort tid.  Den spelade tills WFLD gick med i Fox-televisionsnätverket och beslöt att lägga ner serien, eftersom den inte ansågs passa på en nätverkstelevisionskanal.  Efter 334 avsnitt sändes det sista den 25 januari 1986.  Efteråt arbetade Koz i WFLD:s andra verksamheter, exempelvis som presentatör av barnprogrammet Fox Kids Club på vardagseftermiddagar.
Serien återupplivades på 31 december 1994 på WCIU (kanal 26) som bara Svengoolie.  Återigen spelade Rich Koz huvudrollen, men hans karaktär hette därefter bara "Svengoolie." Enligt honom sade Jerry Bishop till honom att han "tyckte att han var tillräckligt mogen för att inte längre bara vara sonen". Varje avsnitt börjar med en referens till en gammaldags radiosändning: "Calling all stations, clear the air lanes, clear all air lanes for the big broadcast."
Ett running gag i serien är att säga ordet "Berwyn," namnet på en storchicagosk förort. Ett annat är att gummikycklingar kastas åt Svengoolie då ett skämt är speciellt uselt, oftast under ett avsnitts sista sketch. Serien och Koz har vunnit många regionala Emmy Award-priser. Koz blev själv antagen till Emmy-prisets "Silver Circle" år 2004 för "outstanding contributions to Chicago television." Svengoolie verkar vara den mest belönade skräckfilmsserien i landet på grund av priserna. Koz har även andra uppdrag hos WCIU, bland annat att presentera den veckovisa Three Stooges-serien, Stooge-a-palooza.
Utöver WCIU sändes serien av Chicagos WWME-CA ("ME-TV"), Milwaukees WMLW-CA, och, ibland, WMYS-LP i South Bend, Indiana.  Samtliga stationer ägs av Weigel Broadcasting.

## Universal Studio Monsters
Augusti 2006 annonserades att WCIU fick tag i sändningsrättigheter till Universal Studio Monsters-filmer från 30- och 40-talen. Filmerna har önskats av programmet sedan dess återupplivning på 80-talet. Vid december 2006 hade fyra av Abbott och Costellos "möter"-filmer (till exempel Abbott och Costello möter Frankenstein) visats. Programmet visade även några Hammer Film Productions-filmer vars distributör var Universal-International. 5 maj 2007 presenterade Svengoolie för den enda gången filmen Dracula med Bela Lugosi. Enligt honom var avsnittet den första gång filmen visats på lokaltelevision på minst ett decennium.
I juni 2007 uppstod rykten om att Svengoolie skulle provas i nya marknader som Los Angeles (KDOC-TV) och San Francisco (KBWB-TV).